# ManageEngine
ManageEngine ist eine Produktsparte der Zoho Corporation (ehem. AdventNet) und umfasst proprietäre Softwarelösungen für das IT Management in kleinen und mittelständischen Unternehmen. Neben Ticketing Software, Desktop Management und IT-Sicherheit konzentriert sich die Mehrzahl der über 40 Produkte auf das Netzwerkmanagement und Monitoring. Die Zoho Corporation wurde 1996 von Sridhar Vembu gegründet und entwickelte anfangs Frameworks für Netzwerkmanagement Software. Seit 2003 setzt der Hersteller diese Frameworks als Grundlage für die ManageEngine-Produkte ein. Daneben existiert seit 2005 die Zoho Office Suite als eine webbasierte und auf Software-as-a-Service (SaaS) basierende Alternative zu Desktop-Office Anwendungen.

## Ausrichtung
ManageEngine wird als Marke für kleine und mittelständische Unternehmen platziert, die einerseits günstig in der Anschaffung und im Betrieb ist, anderseits den Großteil der Funktionalitäten der etablierten Produkte in jeweiligen Märkten bietet. Das Ziel ist die Bereitstellung von Out-of-the-Box Software, die auf verbreiteten Betriebssystemen ohne Aufwand installiert werden kann. Genauso legt der Hersteller Wert auf einfache Bedienung und selbsterklärende Benutzerführung im Programm.
Alle ManageEngine-Produkte vereint zudem, dass sie über eine webbasierte Benutzeroberfläche verfügen. Zusätzlich sind in allen Produkten Bericht- und Alarmfunktionen enthalten.

## Entwicklung und Vertrieb
Die Produktsparte ManageEngine wird zentral von Austin, Texas, USA aus geleitet, wobei die Entwicklungsarbeiten im indischen Chennai geschehen. Für den Vertrieb setzt der Hersteller auf enge Partnerschaften mit nationalen Unternehmen. Für bestimmte Länder wurden dafür exklusive Partnerschaften geschlossen, so dass in Europa für nahezu jedes Land ein zentraler Distributor existiert. Für den deutschsprachigen Raum ist das die MicroNova AG, die ihren Sitz in Vierkirchen bei München hat.

## Lizenzierung
Die Lizenzierung ist je nach Produkt an eine Größe gebunden, mit deren Hilfe der Umfang der Nutzung gemessen werden kann. So wird bei der Netzwerk Monitoring Software OpManager nach sogenannten „Devices“, also Geräten lizenziert, für die jeweils ein Monitor eingerichtet wird. Je nach benötigten Funktionalitäten kann zwischen verschiedenen Editionen gewählt werden. So gibt es für OpManager standardmäßig drei Editionen, wobei der Preis mit dem Umfang der Funktionen steigt. Zudem stellt der Hersteller für fast alle Produkte kostenlose Editionen bereit, deren Funktionsumfang eingeschränkt ist. Diese eignen sich für sehr kleine Unternehmen und teils für den privaten Gebrauch.